# Сирийцы
Сири́йцы — арабский народ, основное население Сирии. Общая численность — около 20 млн человек. Также проживают на территории Кувейта, Германии, Северной и Южной Америки, Африке, и Австралии, Турции. Говорят на сирийском диалекте арабского языка. Интенсивная арабизация произошла после присоединения Сирии к Арабскому халифату в VII веке, до этого население говорило на арамейском языке. На данный момент один из диалектов арамейского языка можно обнаружить в районе Каламун, находящийся западнее Дамаска. В религиозном отношении в составе сирийского населения приблизительно 90 % составляют мусульмане, из них около 80 % являются суннитами, остальные — шииты (в т.ч. алавиты, друзы и парашиитские секты: нусайриты и исмаилиты), остальные 10 % жителей Сирии христиане. Среди христиан здесь выделяют маронитов, православных, яковитов, грекокатоликов, несториан и протестантов. Большинство сирийцев-христиан являются православными.

## Племенное деление
У сирийцев до сих пор сохраняется племенное деление. Крупнейшими племенами являются акейдат, шаммар, валяд али, бени халед, мавали, хадеддийин, фадль и т. д. На востоке Сирии живут преимущественно бедуины.

## История
На протяжении долгого времени с XVI века по 1918 год Сирия была в составе Османской империи, затем в качестве мандатного региона перешла к Франции. В результате этого события в Сирии происходили многочисленные восстания и освободительные движения, переросшие в 1925 — 1927 гг. в национальное восстание.
В 1943 году Сирия получила суверенитет и стала независимым государством. Именно в этот период у населения этой страны сложилось национальное самосознание.

## Хозяйство
Одним из главных видов деятельности для сирийцев является сельское хозяйство, они заняты в сфере промышленности, торговли, земледелия и ремёсла. Развиты традиционные ремёсла: ткачество, столярное, кузнечное и ювелирное дело. Выращиваются различные технические культуры, зерновые, бобовые, огородные, садово — бахчёвые. Полукочевники занимаются животноводством, также население некоторых сирийских регионов занимается верблюдоводством, в основном кочевники на юге страны. Часть сирийцев работает в сфере промышленности.
|     | Русское название   | Арабское название | Население | Столица     |
| --- | ------------------ | ----------------- | --------- | ----------- |
| 1.  | Дамаск             | دمشق              | 4,500,000 | Дамаск      |
| 2.  | Риф Дамаск         | ریف دمشق          | 2,235,000 | Дамаск      |
| 3.  | Кунейтра           | القنيطرة          | 69,000    | Кунейтра    |
| 4.  | Даръа              | درعا              | 858,000   | Даръа       |
| 5.  | Эс-Сувейда         | السويداء          | 304,000   | Эс-Сувейда  |
| 6.  | Хомс               | حمص               | 1,561,000 | Хомс        |
| 7.  | Тартус             | طرطوس             | 720,000   | Тартус      |
| 8.  | Латакия (Латтакия) | اللاذقية          | 891,000   | Латакия     |
| 9.  | Хама               | حماه              | 1,416,000 | Хама        |
| 10. | Идлиб              | ادلب              | 1,288,000 | Идлиб       |
| 11. | Алеппо             | حلب               | 4,120,000 | Алеппо      |
| 12. | Эр-Ракка           | الرقة             | 811,000   | Ракка       |
| 13. | Дейр-эз-Зор        | دير الزور         | 1,040,000 | Дейр-эз-Зор |
| 14. | Эль-Хасака         | الحسكة            | 1,225,926 | Эль-Хасака  |

## Культура

### Поселения
К концу 1970-х городское и сельское население Сирии было распределено примерно наполовину — 44% и 56% соответственно. Для сирийских городов характерно разделение на старую (с традиционными зданиями и большим количеством мечетей) и новую части. В Сирии много небольших городков, жители которых, как и жители окраин крупных торгово-промышленных центров, занимаются огородничеством и садоводством.
Сельские поселения делятся на несколько типов. Во внутренних районах обычны деревни, представляющие собой единый комплекс домов, многие из которых имеют общую стену. Есть там и деревни разбросанной планировки, где дома и дворы отстоят далеко друг от друга. Горные деревни отличаются ступенчатым силуэтом, дома приподнимаются террасами.

### Традиционное жилище
В сельской местности жилище очень разнообразно. Чаще всего сельское жилище — из глины или сырцового кирпича, в горных районах — каменное, на глиняном или известковом растворе. Как правило, оно одно- или двухкамерное, иногда обладает террасой. Пол глинобитный, на нём расположен очаг, дым от которого выходит через отверстие в крыше. Для безлесного севера страны характерны саманные дома без окон с конусообразной крышей. Кочевники живут в шерстяных шатрах общеарабского типа, полукочевники используют шатры в качестве передвижного жилья.
Традиционное городское жилище — двух- или трёхэтажный каменный или кирпичный прямоугольный дом с плоской кровлей. Фасадом эти дома выходят во внутренний двор, а на улицу — глухими стенами. В богатых домах внутренний двор обрамлён аркадами, а в домах победнее у одной стены присутствует терраса.

### Кухня
Традиционной едой для сирийского крестьянина является каша из варёной дроблёной пшеницы (бургуль), лепёшки, приготовленные из ячменя или пшеницы, козье молоко и различного вида зелень. Молочные продукты, финики и мясо занимают особое место в пищевом рационе кочевников и полукочевников. Христианские общины также выращивают виноград для производства арака — виноградной водки, настоенной на анисе.

### Традиционная одежда
Дифференциация костюма в зависимости от местности заключается в цветовой гамме и орнаменту позументов. В городах традиционная одежда вышла из употребления, на селе она сохраняется.
Селяне-мужчины носят длинную, до пят полосатую рубаху — кунбаз, или короткую рубаху с широкими шароварами, сужающимися ниже колен. Бедуины носят длинную широкую рубаху, распашной кафтан, часто украшающийся позументом. Головным убором селян (как кочевников, так и оседлых), а реже — и горожан является куфия, она же арафатка — белый или клетчатый головной плат, сложенный по диагонали и закрепляющийся икалем (местное название — укаль) — толстым шерстяным шнуром тёмных цветов. Как правило, укаль обвивается вокруг головы два раза, у богачей встречаются тройные укали, затканные золотой нитью.
Женский традиционный костюм состоит из шаровар, рубахи, кофты или куртки, изготовляемых преимущественно из синей хлопчатобумажной ткани. Головным убором служит хиджаб. Праздничный женски костюм отличается красочностью: в его состав входят разноцветные и вышитые платья, кофты, безрукавки, цилиндрические шапочки, покрывала и т.п. Горожанки в прошлом обязательно закрывали лицо чёрным покрывалом. В городах и сейчас можно встретить сириек, одетых согласно мусульманскому дресс-коду.

## Антропология
Как и в случае с другими арабскими народами, сирийцы в антропологическом плане очень неоднородны. Среди антропологических типов преобладают ассироиды и арабиды — подтипы, входящие в европеоидную расу.
Исконно оседлое население Сирии обладает арменоидными чертами, кочевники, в т.ч. переходившие к оседлой жизни в последние века, обладают чертами средиземноморской подрасы. Присутствуют и смешанные, переходные антропологические типы.

## Галерея
- Улица в Дамаске, 2008 г.
- Женщины в большой мечети Алеппо
- Житель Пальмиры
- Парень, Пальмира
- Женщины в Большой мечети Дамаска
- Мальчик с козлёнком, 2009 год
- Сирийцы в лагере в Ливане, 2017 г.
- Женщины с детьми из окрестностей Идлиба, 1965 г.
- Приготовление хлеба, 1910-е гг.
- Супружеская пара из Идлиба, 1983 год
- Бедуин из племени Бану-Нуайм[англ.], Авран, 1895 год
- Шейх бедуинов из окрестностей Пальмиры, 1890-е гг.
- Группа юношей, 1995 г., Алеппо
- Мужчина в феске с кувшином для финикового сока (Суса), Дамаск, 2010 год